# سیارک ۴۶۷۳
سیارک ۴۶۷۳ (به انگلیسی: 4673 Bortle، نامگذاری:1988LF) چهار هزار و ششصد و هفتاد و سومین سیارک کشف شده‌است که در ۸ ژوئن ۱۹۸۸ کشف شد.
قدر مطلق سیارک برابر ۱۱٫۸۰ است.